# Municipio de Inman (Nebraska)
El municipio de Inman (en inglés, Inman Township) es una subdivisión territorial del condado de Holt, Nebraska, Estados Unidos. Según el censo de 2020, tiene una población de 242 habitantes.
Es una subdivisión exclusivamente territorial. No tiene autoridades ni funciones asignadas.

## Geografía
Está ubicado en las coordenadas 42°20′34″N 98°33′49″O / 42.34278, -98.56361. Según la Oficina del Censo de los Estados Unidos, tiene una superficie total de 247,27 km², de la cual 247,24 km² corresponden a tierra firme y 0,03 km² es agua.

## Demografía
Según el censo de 2020, hay 242 personas residiendo en el municipio de Inman. La densidad de población es de 0,98 hab./km². El 95,87 % son blancos, el 1,65 % son amerindios, el 0,83 % son de otras razas y el 1,65 % son de una mezcla de razas. Del total de la población, el 2,48 % son hispanos o latinos de cualquier raza.